# Dimorphanthera collinsii
Dimorphanthera collinsii är en ljungväxtart som beskrevs av Herman Otto Sleumer. Dimorphanthera collinsii ingår i släktet Dimorphanthera och familjen ljungväxter. Utöver nominatformen finns också underarten D. c. montiswilhelmi.